# 野間村 (愛知県)
野間村（のまむら）は、かつて愛知県海東郡にあった村。
現在の津島市北東部（葉刈町・大木町・光正寺町・蛭間町・牧野町・寺野町・青塚町）該当する。

## 歴史
- 1889年（明治22年）10月1日 - 葉刈村、大木村、光正寺村、蛭間村、牧野村、寺野村、青塚村が合併し、野間村となる。
- 1906年（明治39年）7月1日 - 神守村、百高村、益和村、越治村と合併し、改めて神守村が発足。同日野間村廃止。

## 教育
- 野間尋常小学校
- 宇治尋常小学校

両校は1907年に統合され蛭間尋常小学校。現・津島市立蛭間小学校。